# José Dolhem
Louis José Lucien Dolhem (Paris, 26 de abril de 1944 – Saint-Etienne, 16 de abril de 1988) foi um automobilista francês de Fórmula 1.
Disputou apenas três corridas pela categoria: França (não se classificou), Itália (idem) e Estados Unidos, única em que se classificou. Todas as provas que Dolhem competiu foram pela Surtees.

## Curiosidade
Apesar de não possuir o mesmo sobrenome, Dolhem era o meio-irmão do também francês Didier Pironi.

## Morte
José Dolhem morreu faltando exatos dez dias para seu aniversário de 44 anos, em decorrência de um acidente aéreo, na cidade de Saint-Etienne.